# Samwell Tarly
Samwell Tarly é uma personagem fictícia  da série de fantasia épica A Song of Ice and Fire, do escritor norte-americano George R. R. Martin, e da série de televisão Game of Thrones. Ele é introduzido em ambas as mídias como o filho mais velho de Lord Randyll Tarly de Horn Hill e de sua esposa, Melessa Florent. Na série de televisão produzida pela HBO, ele é interpretado pelo ator britânico John Bradley.
Ele fez sua primeira aparição no primeiro livro A Game of Thrones (1996) e continuou a aparecer no livro seguinte A Clash of Kings (1998) antes de se tornar apenas um narrador em A Storm of Swords (2000) e A Feast for Crows (2005).
O autor George R R Martin tem dito que Samwell Tarly é, de todas as personagens que criou para a saga, a mais parecida com ele. Perguntado o por quê, respondeu que "ele era o menino gordo que gostava de ler livros e não gostava de ter que subir muitas escadas".

## Perfil
Segundo Jon Snow, ele o descreve como "o menino mais gordo que ele já tinha visto, em pé na porta do arsenal. Pela aparência dele, ele deveria pesar uns 120 quilos. A gola de pele de seu manto bordado estava perdida sob o queixo. Olhos pálidos se moviam nervosamente em uma grande lua redonda de um rosto, e os dedos suados se enxugavam no veludo de seu gibão". Sua obesidade logo lhe valeu o apelido depreciativo "Ser Piggy" (Porquinho) e o tornou alvo constante de bullying. Samwell é um apreciador de músicas e canções, prefere os livros às armas, e tem medo de sangue e violência. Apesar de sua autoproclamada covardia, ele é inteligente, observador, criativo e leal.

## Biografia

### Série literária
Tarly é um personagem secundário nos dois primeiros livros da saga, e seus atos e pensamentos são interpretados para o leitor através dos olhos de Jon Snow. Nos dois livros seguintes, ele se torna um narrador da história, e sua narrativa toma dez capítulos completos dos livros.

#### Antecedentes

Brasão de armas da Casa Tarly.

Samwell Tarly é o filho mais velho de Lord Randyll Tarly, um renomado comandante militar de Westeros. Seu pai deseja, desde sua infância, fazê-lo um herdeiro digno e merecedor da posição de líder da família após sua morte e o treina para isto, mas a completa falta de habilidade de Sam para as artes da guerra e seu interesse em pesquisas acadêmicas faz com que Randyll passe a criar o filho mais novo, Dickon, para tomar o lugar de Samwell  na casa Tarly. Randyll se recusa a permitir a Sam que vá para a Cidadela para se tornar um maester e ao invés disto o força a abrir mão de seus direitos de herança e se juntar à Patrulha da Noite, deixando implícito que caso o filho de recuse ele seria morto e sua morte disfarçada em um acidente de caça. Sam então não tem outra alternativa a não ser ser ir para O Norte e se juntar à Patrulha, onde conhecerá seu futuro grande amigo amigo Jon Snow e Gilly, seu interesse amoroso na história.

#### A Game of Thrones
Após chegar à  Muralha, Sam é logo tripudiado por Ser Alliser Thorne e os outros recrutas por seu peso, timidez e falta de jeito nos treinamentos. Jon tem pena dele e o defende e ajuda nas práticas com armas. Sam lhe conta sobre sua vida e Jon simpatiza com  o novo recruta desajeitado, passando a defende-lo, com ameaças se necessário, de ofensas e provocações. Quando Sam não consegue progredir no treinamento e não é considerado digno de se juntar à Patrulha da Noite, Jon convence Maester Aemon a aceitá-lo como mordomo pessoal e ajudante na biblioteca. Ele é a primeira pessoa a notar algo estranho nos corpos dos patrulheiros Othor e Jafer Flowers – que foram transformados após serem mortos em "criaturas" pelos Outros e enviados para assassinar o comandante da Patrulha da Noite, Lorde Comandante Jeor Mormont. Quando Jon  tenta abandonar a Patrulha para seguir o exército do meio-irmão Robb Stark e vingar a morte do pai Ned Stark, Sam avisa outros colegas patrulheiros e juntos conseguem dissuadir o amigo e impedi-lo de quebrar os votos sagrados da Patrulha, o que pode significar a morte.

#### A Clash of Kings
Ele toma parte na grande exploração Além da Muralha para cuidar dos corvos-mensageiros como ajudante do comandante Jeor Mormont. Quando eles param no Abrigo de Craster, Sam fica amigo de Gilly, uma das filhas-esposas de  Craster. Ela está grávida e tem medo de que caso seja um menino ele seja sacrificado pelo pai-esposo para Os Outros. Sam fica horrorizado mas nada pode fazer. Mais tarde, no Punho dos Primeiros Homens, Sam e o lobo-gigante de Jon, Ghost, descobrem um esconderijo de punhais de vidro-de-dragão enterrados sob o solo.

#### A Storm of Swords

Brasão de armas da Patrulha da Noite

Quando  o acampamento da Patrulha no Punho dos Primeiros Homens fica sob ataque e é subjugado por uma legião de Criaturas enviadas pelos Outros, Sam é um dos poucos sobreviventes que conseguem fugir. Os sobreviventes fogem de volta para o Abrigo de Craster mas Sam e mais dois patrulheiros acabam separados do grupo. Eles são atacados pelos Outros, que matam um deles e Sam, em desespero, enfia um punhal de vidro-de-dragão num deles, matando-o instantaneamente. Sam e Grenn, o outro patrulheiro sobrevivente, conseguem se reagrupar aos outros fugitivos no abrigo, onde Gilly dá a luz a um menino. Pouco depois, ocorre um motim e uma luta entre os patrulheiros, e Craster e Jeor Mormont estão entre os mortos. Sam foge com Gilly e o bebê e são acossados por Criaturas, sendo salvos por um homem misterioso, Coldhand, que se parece com uma Criatura mas é amigável e supostamente um antigo companheiro Patrulheiro da Noite. Coldhand os leva até Forte Night e pede que escoltem Bran Stark e suas companhias através da Muralha. Sam e Gilly encontram um grupo de patrulheiros liderados por   Denys Mallister e   Bowen Marsh e os seguem na marcha de volta a Castle Black. 
Ao chegarem descobrem que Stannis Baratheon derrotou Os Selvagens – povo que vive Além da Muralha – que cercavam o castelo da Patrulha. Com a morte de Jeor Mormont, um novo comandante precisa ser escolhido e uma eleição é realizada. Mallister e Cotter Pyke são os favoritos mas Janos Slynt, que Sam acha que seria desastroso, está ganhando popularidade entre os homens. Quando Stannis ameaça nomear um comandante ele mesmo se os patrulheiros não chegarem a uma decisão, Sam se aproxima alternadamente de Mallister e Pike, que se desprezam, dizendo que Stannis pretende o outro como comandante, oferecendo o nome de Jon como meio termo. Graças às maquinações de Sam, Jon Snow é eleito por larga margem como novo Lorde Comandante da Patrulha da Noite.

#### A Feast for Crows
Jon envia Sam para Old Town para que ele se torne um maester, acompanhado por outro recruta, Dareon, Maester Aemon – que Jon teme possa ser sacrificado por Melisandre por ter sangue real –  Gilly e o bebê. Durante a viagem para  Braavos Gilly fica desanimada, e Sam percebe que Jon trocou o bebê dela com o filho recém-nascido de Mance Rayder, para não ser sacrificado também. Aemon adoece durante a viagem e eles são forçados a gastar seu dinheiro com um curandeiro e alojamento em Braavos. Lá Sam encontra  Arya Stark, a irmã de Jon, mas ele não sabe de quem se trata. Aemon ouve falar sobre sua sobrinha-bisneta Daenerys Targaryen e seus dragões e começa a acreditar que ela realizará a antiga profecia sobre um "Príncipe Prometido", pedindo aos companheiros de viagem que informem à Cidadela. Daeron resolve desertar no meio da viagem e luta com Sam, jogando-o dentro de um canal. Ele é resgatado por um local, Xhondo, que oferece a ele e a Gilly passagem para Oldtown. Aeron acaba morrendo durante a viagem e Sam e Gilly se tornam amantes. Ele planeja enviá-la e ao bebê, se passando por seu filho bastardo, para Horn Hill, o lar da familia Tarly, para colocá-los em segurança. Neste meio tempo ele chega a Oldtown e se encontra com o Archimaester Marwyn, contando-lhe a notícia de Maester Amon sobre Daenerys. Marwyn resolve viajar à Baía dos Escravos para se encontrar com a herdeira Targaryen e ordena a Sam que mantenha segredo sobre o fato até para os outros maesters, deixando-o aos cuidados de um acólito.

## Na televisão

### 1ª temporada (2011)
Samwell Tarly aparece pela primeira vez na série no quarto episódio da 1ª temporada e é rapidamente identificado com alguém fraco e covarde pelo mestre de armas de Castle Black, Ser Alliser Thorne. Ele sofre bastante durante os treinamentos com espadas até que Jon Snow convence os outros recrutas a irem mais devagar com o novato. Sendo incapaz de lutar propriamente, Sam é designado como servente pessoal de Maester Aemon. Quando Jon tenta abandonar a Patrulha da Noite para se juntar aos exércitos do irmão Robb Stark em vingança à morte do pai, Sam o segue com mais dois recrutas, Pyp e Grenn, e o convence a abandonar a ideia para não ser morto por quebrar o juramento da Patrulha.

### 2ª temporada (2012)
Sam segue a Patrulha da Noite na Grande Exploração Além da Muralha. Durante a jornada a expedição para para descansar no Abrigo de Craster, onde ele se encontra e se apaixona pela filha-esposa de Casper, Gilly. Quando estão acampados no Punho dos Primeiros Homens, Sam descobre uma série de armas brancas feitas com vidro-de-dragão escondidas sob o solo gelado. Quando ele sai para coletar galhos e esterco para fazer uma fogueira, os Caminhantes Brancos invadem o acampamento. Ele não consegue fugir e se esconde mas, descoberto, por alguma razão o líder dos Caminhantes o ignora e segue em frente.

### 3ª temporada (2013)
Sam e os sobreviventes  do massacre que acontece fogem de volta para o Abrigo de Craster, onde ele acompanha a Gilly dar a luz a um menino e os dois concordam que precisam manter segredo sobre isto ou Craster dará a criança em sacrifício para os Caminhantes Brancos. Uma luta se segue entre Caster, um grupo de amotinados e a patrulha, e o casal foge com o bebê sendo seguidos por um Caminhante que quer lhes tomar a criança mas Sam o mata com uma facada do punhal de vidro-de-dragão. Eles atravessam a Muralha em Forte Night onde descobrem que o meio-irmão de Jon, Bran Stark, está vivo e se dirige com um grupo para Além da Muralha. Sam não consegue convencê-los a voltar com eles para Castle Black mas promete não contar a Jon sobre seu destino.

### 4ª temporada (2014)
Sam revela a Jon que Bran está vivo e se dirigiu para Além da Muralha. Ele decide mandar Gilly por segurança para Mole's Town para trabalhar como camareira  no bordel, mas a cidade é atacada pelos Selvagens e a população exterminada. Quando sabe da notícia Sam entra em desespero sem saber que Gilly e o bebê foram poupados por Ygritte. Gilly então consegue voltar para Castle Black onde chega momentos antes do ataque ao castelo pelos Selvagens. Na luta que se segue, Sam mata um deles, Thenn Warg.

### 5ª temporada (2015)
Quando a Patrulha da Noite precisa eleger um novo líder, após a morte de Jeor Mormont, Sam luta para convencer os demais que Jon Snow deve ser o novo comandante, que acaba escolhido. Ele então passa o tempo fazendo pesquisas sobre quais seriam as fraquezas dos Caminhantes Brancos e tratando de um moribundo, Maester Aemon, que morre de velhice sob seus cuidados. Depois, ele apanha de dois patrulheiros quando tenta defender Gilly de um estupro mas são salvos pelo lobo-gigante de Jon, Ghost. Gilly cuida de suas feridas e os dois se tornam amantes finalmente consumando a relação. Após a volta de Jon de Hardhome, ele convence o amigo a enviá-lo a  Old Town e à Cidadela para treinar como maester, assim como para levar Gilly e o bebê para a segurança.

### 6ª temporada (2016)
Como a entrada de mulheres na Cidadela é proibida, Sam planeja levar Gilly para a casa da família Tarly em Horn Hill, com o cuidado de que ela não revele suas raízes de Selvagem, por causa da grande aversão do pai a eles. Durante o jantar, Sam é insultado pelo pai por sua falta de coragem. Gilly o defende dizendo que Sam matou um Caminhante Branco, assim revelando acidentalmente que ela era uma Selvagem, pois só os Selvagens viviam Além da Muralha. Apesar de irritado, Randyll Tarly permite que Gilly fique em Horn Hill como servente mas proíbe o filho de voltar ali algum dia. Sam então decide pegar Gilly e o bebê Sam – já batizado assim pela mãe em homenagem a ele – e levá-los junto para a Cidadela, aproveitando para roubar e levar consigo a espada de aço  valiriano Heartsbane da Casa Tarly.

### 7ª temporada (2017)
Os primeiros dias de Sam em Oldtown são frustantes, já que ele é designado apenas para tarefas domésticas na Cidadela. A única pessoa que acredita em sua história do retorno dos Caminhantes Brancos é Archmaester Ebrose; mas Ebrose se recusa a que Sam tenha acesso a livros antigos para que ele tenha mais conhecimento, já que não os considera uma ameaça suficiente para que os protocolos da Cidadela sejam quebrados. Sam rouba uma chave e leva alguns livros para seu quarto e de Gilly. Ele descobre um enorme depósito de vidro-de-dragão num mapa da Pedra do Dragão, nas Terras da Coroa, moradia e quartel-general de Daenerys Targaryen e onde Jon se encontra. Sam envia então uma mensagem ao amigo, agora "Rei do Norte", avisando de sua existência. Ele encontra no hospital da Cidadela com Jorah Mormont, o filho de  Jeor, o ex-comandante morto da Patrulha da Noite, e um seguidor de Daenerys, que está infectado por escamagris, uma doença de pele mortal. Sam descobre o que parece ser a cura da doença num antigo texto médico na biblioteca e, apesar da proibição de Ebrose, trata de Jeor e o cura da lepra, por gratidão pelo pai dele ter salvo sua vida Além da Muralha.[carece de fontes?]
Sam escuta Ebrose e outros maesters discutindo um aviso enviado por Bran Stark sobre os Caminhantes e fica desanimado quando nota que os mestres estão céticos. Enquanto transcreve documentos antigos em seu quarto, nova função que lhe foi dada pelo Archmaester, Gilly, lendo um deles, descobre uma história contando que  Rhaegar Targaryen teve seu casamento com  Elia Martell anulado e que ele casou-se com outra mulher ( Lyanna Stark) em segredo. Sam porém não se dá conta da importância desta revelação devido à pronúncia de Gilly que leu Rhaegar como 'Ragger'. Aborrecido por não poder ajudar na luta contra os Caminhantes Brancos ali da Cidadela, ele rouba pergaminhos antigos escritos sobre eles e deixa Oldtown com Gilly e o pequeno Sam. Ele e sua pequena família chegam a Winterfell onde reencontra Bran; quando este diz que na verdade o meio-irmão Jon é filho de Rhaegar Targaryen e Lyanna Stark, Sam se lembra da anulação lida por Gilly e diz a Bran de sua descoberta. Bran então usa de seus poderes paranormais para testemunhar mentalmente o casamento e deduz que Jon é um Targaryen e o real herdeiro do Trono de Ferro.

### 8ª temporada (2019)
Em Winterfell, Samwell se vê frente a frente com Daenery Targaryen na sala de leitura, que chegou do Norte com Jon Snow e seus exércitos. Depois de um início de conversa afetuoso, ele fica sabendo que seu pai e seu irmão foram mortos por ela por se recusarem a reconhecê-la como rainha; ele deixa o local angustiado e irado. No pátio, encontra Bran, e este lhe diz que precisa procurar Jon e lhe contar a verdade imediatamente. Samwell o encontra nas criptas de Winterfell e após os cumprimentos entre os dois amigos que há muito não se viam e ele dizer em angústia que Daenerys matou seu pai e seu irmão, ele conta a Jon a verdade sobre quem são seus pais e quem ele é. Ele participa da batalha contra os mortos-vivos e nela tem a vida salva por Eddie Tollett, que logo depois é morto à sua frente e posteriormente transformado em mais um zumbi. Ele sobrevive ao massacre quando o Rei da Noite é morto por Arya Stark no Bosque Sagrado de Winterfell, sendo transformado em pó assim como todos os outros Caminhantes Brancos e mortos-vivos. Sam participa do banquete pela vitória contra os mortos-vivos e quando Jon vai deixar Winterfell com Daenerys e os Imaculados rumo ao sul, ele e Gilly revelam ao amigo que ela está grávida e que se for um menino ele se chamará Jon. 
Após a destruição de Porto Real por Daenerys e seu dragão Drogon e sua posterior morte por Jon Snow, Sam, representando os Tarly, integra o conselho de lordes de Westeros que decidirá por um novo rei. Entre as propostas apresentadas e recusadas está a sua, que prevê que todo o povo de Westeros participe da escolha, no que é ridicularizado por outros lordes. Com a ascensão de Bran Stark como novo rei e de Tyrion Lannister como sua nova Mão, ele apresenta ao anão o livro escrito por Arquimaester Ebrose, de Oldtown, sobre as guerras do reino após a morte do rei Robert Baratheon, As Crônicas de Gelo e Fogo, mas infelizmente para Tyrion que se interessa em ler, ele acrescenta que o anão nem é citado. Com o novo rei, Samwell Tarly se torna o novo  Grande Mestre da cultura e sabedoria do Pequeno Conselho real.

## Genealogia
|  |  |  |  |  |  |  |  |         |         |         |         |         |         |  |  |       |       |       |       |       |       | Randyll | Randyll | Randyll | Randyll | Randyll | Randyll |       |       | Melessa Florent | Melessa Florent | Melessa Florent | Melessa Florent | Melessa Florent | Melessa Florent |       |       |  |  |        |        |        |        |        |        |  |  |                |                |                |                |                |                |  |  |
|  |  |  |  |  |  |  |  |         |         |         |         |         |         |  |  |       |       |       |       |       |       | Randyll | Randyll | Randyll | Randyll | Randyll | Randyll |       |       | Melessa Florent | Melessa Florent | Melessa Florent | Melessa Florent | Melessa Florent | Melessa Florent |       |       |  |  |        |        |        |        |        |        |  |  |                |                |                |                |                |                |  |  |
|  |  |  |  |  |  |  |  |         |         |         |         |         |         |  |  |       |       |       |       |       |       |         |         |         |         |         |         |       |       |                 |                 |                 |                 |                 |                 |       |       |  |  |        |        |        |        |        |        |  |  |                |                |                |                |                |                |  |  |
|  |  |  |  |  |  |  |  |         |         |         |         |         |         |  |  |       |       |       |       |       |       |         |         |         |         |         |         |       |       |                 |                 |                 |                 |                 |                 |       |       |  |  |        |        |        |        |        |        |  |  |                |                |                |                |                |                |  |  |
|  |  |  |  |  |  |  |  | Samwell | Samwell | Samwell | Samwell | Samwell | Samwell |  |  | Talla | Talla | Talla | Talla | Talla | Talla |         |         | Filha   | Filha   | Filha   | Filha   | Filha | Filha |                 |                 | Filha           | Filha           | Filha           | Filha           | Filha | Filha |  |  | Dickon | Dickon | Dickon | Dickon | Dickon | Dickon |  |  | Eleanor Mooton | Eleanor Mooton | Eleanor Mooton | Eleanor Mooton | Eleanor Mooton | Eleanor Mooton |  |  |
|  |  |  |  |  |  |  |  | Samwell | Samwell | Samwell | Samwell | Samwell | Samwell |  |  | Talla | Talla | Talla | Talla | Talla | Talla |         |         | Filha   | Filha   | Filha   | Filha   | Filha | Filha |                 |                 | Filha           | Filha           | Filha           | Filha           | Filha | Filha |  |  | Dickon | Dickon | Dickon | Dickon | Dickon | Dickon |  |  | Eleanor Mooton | Eleanor Mooton | Eleanor Mooton | Eleanor Mooton | Eleanor Mooton | Eleanor Mooton |  |  |

## Ator

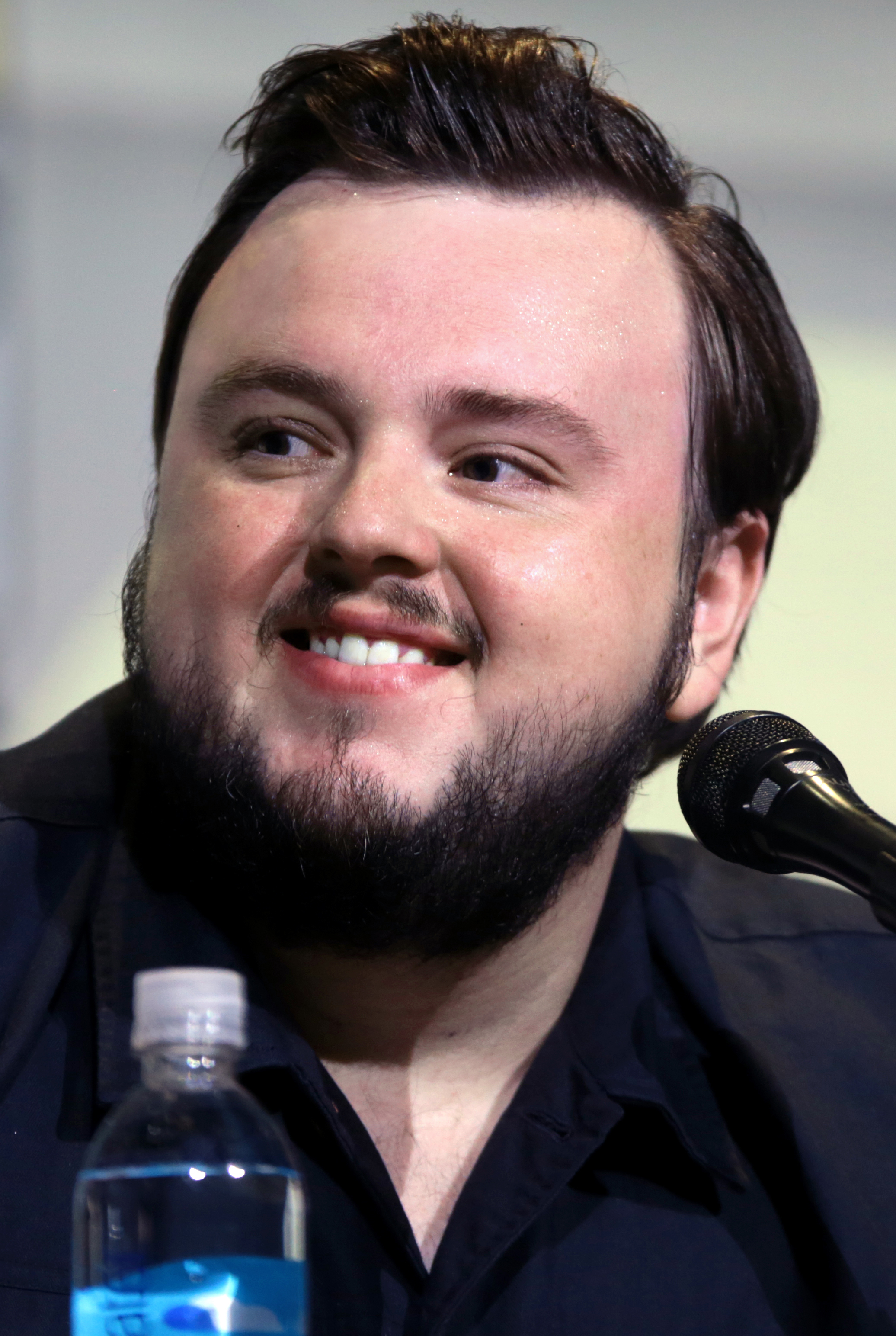
John Bradley vive Samwell Tarly em Game of Thrones.

Na série televisiva da HBO Game of Thrones, baseada nos livros de George R. R. Martin, Samwell Tarly é vivido pelo ator inglês John Bradley. "Sam" aparece pela primeira vez no quarto episódio da 1ª temporada como o novo recruta da Patrulha da Noite, se autodescrevendo com um covarde. Este foi o primeiro trabalho profissional de Bradley após se formar na Manchester School of Theatre. A cena usada no teste para escolha do ator que viveria Samwell pertencia a este mesmo episódio, chamado de Cripples, Bastards, and Broken Things, onde Sam explica a Jon como seu pai o forçou a "vestir o preto" ( em referência ao uniforme da Patrulha da Noite). De acordo com Martin, também produtor-executivo da série, Bradley teve um desempenho comovente.  Com relação à controversa cena de sexo entre Sam e Gilly durante a viagem à Oldtown em seguida à morte de Maestre Aemon, John Bradley declarou: "Eu acho que Sam alegremente aceitaria mais do mesmo. Ele não é uma destas pessoas que tenta injetar mais exotismo em sua vida sexual. Sam pensa sobre sexo da mesma maneira que a maioria das pessoas pensa sobre o espaço. Ele simplesmente continua. Ele não tem nada a ver com isso. Ele é apenas fascinado por aquilo de um jeito infantil."